# Guy Binet
Guy Binet (1936 - 2 juli 2000) was een Belgisch militair en in de jaren '80 een spion voor de inlichtingendienst GROe van de Sovjet-Unie. In de jaren '80 was Binet als kolonel bij de Belgische luchtmacht verantwoordelijk voor het budget  bij de plannings- en programmadienst van de generale staf in Evere. Omdat hij toegang had tot geclassificeerde legerdocumenten werd de kolonel een interessant doelwit om  te rekruteren als spion voor de GROe.

## Biografie
Binet kwam in het begin van de jaren '80 het vizier van de GROe nadat hij deelgenomen had aan een aantal thema- en culturele avonden van de Vriendschapsvereniging België-USSR. Tijdens deze avonden konden naar eigen zeggen burgers van de Sovjet-Unie en België elkaar in een open geest ontmoeten om gedachten uit te wisselen en de blik verruimen. Deze avonden werden echter  door de Russische inlichtingendiensten gebruikt om mogelijk interessante spionnen te rekruteren. 
De militair had vooraf aan zijn positie in het Kwartier Koningin Elisabeth al een blitzcarrière uitgebouwd bij het leger. Hij begon als matroos bij de marine om vervolgens naar de telecommunicatiedienst van de luchtmacht over te stappen. Na gespecialiseerde cursussen in telecommunicatie en versleuteltechnieken in Nederland en de opleiding militaire administratie kwam hij terecht op de generale staf in Evere. Op privé-vlak liep het minder vlot; in 1985 liep zijn huwelijk op de klippen.
In de lente van 1987 werd Guy Binet het hoofd van de aankoopdienst voor het vliegend materieel. Hierdoor kreeg de kolonel een zicht op de militaire opslag van de luchtmacht en werd een nog betere bron van informatie voor de vijand.
Hierna werd de kolonel door de GROe geconfronteerd met foto's van ontmoetingen tijdens de thema-avonden die compromitterend zouden kunnen zijn voor zijn militaire carrière . Daarnaast werd zijn familie ook bedreigd. Om de publicatie van de foto's tegen te houden stemde Guy Binet er mee in om samen te werken. Binet kreeg ook een lijst met gevraagde NAVO-documenten.
Bij de eerste ontmoeting in Wenen tussen Binet en Generaal Glaskov kreeg Binet de eerste spionnage-opdracht. Hij kreeg ook een kleine camera om opnames te maken. Bij het afleveren van de eerste opdracht bleek de kwaliteit van de gemaakte foto's onvoldoende te zijn voor de Russen. Binet kreeg een opleiding in GROe-technieken. In ruil voor de documenten ontving Binet steeds een som geld. Na verloop van tijd diende de kolonel zijn opnames in een dode brievenbus te deponeren in de regio Waals-Brabant.
Na meer dan een jaar onderzoek door de CIA kwam bij de Belgische militaire inlichtingendienst ADIV een tip binnen. Op een foto, genomen in Wenen, werd een onbekende Belg gezien in gezelschap van GROe-generaal Glaskov. Deze onbekende Belg werd door ADIV geïdentificeerd als Guy Binet, het hoofd van de aankoopdienst.
Na de briefing door de Amerikaanse bondgenoten werd door de ADIV operatie Autruche (struisvogel) opgezet om Guy Binet te ontmaskeren als spion. Voor deze operatie werden 23 agenten ingezet om Binet en zijn omgeving te schaduwen. Tijdens deze schaduwopdrachten kreeg de kolonel het vermoeden dat het kwestie van tijd zou zijn dat ze hem zouden ontdekken.
In 1988 kreeg Binet de post aangeboden als kabinetschef bij toenmalig minister van Defensie Guy Coëme (PS). Guy Binet was als lid van de partij al enige tijd raadgever voor defensie en behoorde tot de zogenaamde "soquettes rouges". Om de partij niet mee te sleuren wanneer hij ontdekt zou worden als spion sloeg hij de jobaanbieding af.
Begin september 1988 werd kolonel Binet geconfronteerd met de bewijzen door ADIV-generaal Van Calster. Tijdens zijn eerste verhoor bekende Guy Binet dat hij werkte voor de Russen. Om kwart voor acht die avond werd de kolonel aangehouden voor landverraad door het militair auditoraat.
In 1989 werd Binet veroordeeld tot 20 jaar dwangarbeid en militaire degradatie door het Militair Gerechtshof. De 4,4 miljoen Belgische frank die hij kreeg van de Russen werd eveneens in beslag genomen. Na 5 jaar gevangenisstraf werd Binet vervroegd vrijgelaten waarna hij tot zijn overlijden in de anonimiteit leefde.
Omdat de steekpenningen door Binet nooit werden aangegeven bij de belastingen, was de fiscus van mening dat men hierop achterstallige belastingen diende te betalen. Deze steekpenningen en andere  dienden aangegeven te zijn als "diverse inkomsten". Spionneren hoorde niet tot de taakomschrijving van de kolonel. Het Brusselse Hof van Beroep gaf in 2001 de fiscus gelijk waardoor de erfgenamen van Binet die belastingen alsnog dienden te betalen.